# Clion, Charente-Maritime
Clion là một xã trong tỉnh Charente-Maritime trong vùng Nouvelle-Aquitaine, tây nam nước Pháp. Xã Clion, Charente-Maritime nằm ở khu vực có độ cao từ 20-43 mét trên mực nước biển.
Clion nằm ở tả ngạn sông Seugne, một con sông tạo thành phần lớn ranh giới đông bắc của xã.